# 모로코 그랑프리

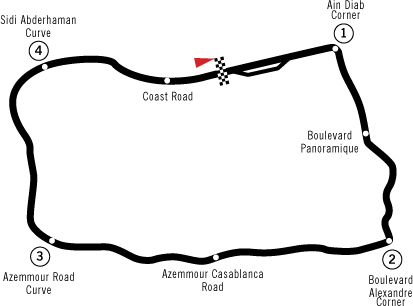

모로코 그랑프리(영어: Moroccan Grand Prix)는 모로코의 F1 경주이다.

## 역사
1930년에는 새로운 안파 서킷(공식명 "안파 그랑프리")에서 레이스가 열렸다. 연습 주행 중 운전자 브루노(Bruno d' Harcourt) 백작의 목숨을 앗아갔다. 투어링 카의 모든 우승자는 프랑스인 또는 모네가스크인이었다.
1933년과 1935년에서 1953년 사이에는 경주가 없었다. 1954년에 다시 레이스가 열렸을 때 아가디르(Agadir)시에서 스포츠카를 위한 서킷이 열렸다.
카사블랑카 근처의 아인디아브(Ain-Diab)에 새로운 레이아웃이 1957년 포뮬러 원 경주를 위해 준비되었다. 경주는 마세라티(Maserati)의 Jean Behra가 우승했다. 1958년 레이스는 포뮬러 원 월드 챔피언십의 일부가 된 유일한 대회였으며 그 시즌의 마지막 라운드가 되었다.